# Francis Atterbury
Pour les articles homonymes, voir Atterbury.
Francis Atterbury, né à Milton Keynes le 6 mars 1663 et mort à Paris le 22 février 1732, est un homme de lettres anglais et évêque anglican.

## Biographie
Il est chapelain du roi Guillaume III, puis de la reine Anne, et devient évêque de Rochester en 1713. Il est en même temps doyen de Westminster.
Il est en 1710 l'un des premiers rédacteurs du journal Examiner, lancé par les Tories pour contrer la presse du parti whig, qui comptait aussi parmi ses journalistes le philosophe et politicien Henri Saint Jean de Bolingbroke et le poète et diplomate Matthew Prior (1664 – 1721).
S'étant déclaré pour le prétendant Stuart, il est enfermé dans la tour de Londres en 1722 et condamné par la cour des pairs à l'exil. Il se retire en France et meurt à Paris en 1732. 
Il est notamment l'auteur de Sermons et d'une violente Apologie pour Martin Luther dirigé contre les catholiques romains. 